# Marie-Laure de Cazotte
Pour les articles homonymes, voir de Cazotte.
Marie-Laure de Cazotte, née le 19 octobre 1959 à Boulogne-Billancourt, est une écrivaine française.

## Biographie

### Famille
Marie-Laure Geneviève Nivelleau de la Brunière est née le 19 octobre 1959 à Boulogne-Billancourt dans le département des Hauts-de-Seine du mariage de Patrick Nivelleau de la Brunière, chimiste, et de Ghislaine de Latouche.
Le 9 octobre 1982, elle épouse Emmanuel de Cazotte, ingénieur, issu de la famille de Cazotte. De ce mariage, sont nés trois enfants.

### Formation
Après des études au cours Dupanloup à Boulogne-Billancourt, Marie-Laure de Cazotte poursuit des études à l'université Paris-Sorbonne où elle est licenciée en histoire de l'art. Elle suit ensuite une formation à l'Institut Christie's Education de Londres, elle est diplômée de l'université de Cambridge.

### Carrière professionnelle
Historienne de l'art, elle est attachée de direction chez Christie's à Londres de 1983 à 1990. Puis jusqu'en 1995, elle est conférencière, journaliste chargée des rubriques artistiques dans plusieurs revues : Scope aux Pays-Bas, Arts in Asia à Hong-Kong, L’Éventail en Belgique.
En 1995, elle fonde l'Institut Christie's Education de Paris qu'elle dirige jusqu'en 1999. Elle dirige ensuite la société Phillips, Simon de Pury et Daniella Luxembourg du groupe LVMH - Moët Hennessy Louis Vuitton jusqu'en 2003,.
Marie-Laure de Cazotte était jusqu'en 2016, consultante en art contemporain et ancien auprès de collectionneurs et d'entités culturelles. Elle se consacre à l'écriture depuis 2016.

## Œuvres
Marie-Laure de Cazotte a publié quatre romans aux éditions Albin Michel :
- Un temps égaré en 2014  (ISBN 2-22625-437-4) puis au Livre de Poche en 2015  (ISBN 978-2-25300-225-3) et traduit en italien Un tempo smarrito, publié Edizioni e/o en 2015  (ISBN 978-8-86632-576-5)
[présentation en ligne]
- À l’ombre des vainqueurs - Le grand roman de l'Alsace déchirée en 2014  (ISBN 978-2-22631-236-5)
[présentation en ligne]
- Mon nom est Otto Gross en 2018  (ISBN 978-2-22640-210-3)
- Ceux du fleuve en 2020  (ISBN 978-2-22644-787-6)
- Le gardien de l’inoubliable en 2023  (ISBN 978-2-226-47703-3)

## Prix et distinctions
- 2015 : Lauréate du festival du premier roman de Chambéry pour Un temps égaré[5],[6]
- 2015 : Prix du roman historique de Blois pour À l’ombre des vainqueurs[7]
- 2015 : Prix des romancières pour À l’ombre des vainqueurs[8]
- 2016 : Prix Horizon du 2e roman pour À l’ombre des vainqueurs[9],[10]

En 2016, Marie-Laure de Cazotte obtient le grand prix de l'Académie des sciences, lettres et arts d'Alsace pour À l’ombre des vainqueurs, académie dont elle est membre dans la section Belles lettres.
En 2023, elle est reçu membre-associé à l’Académie d’Angers dans la section Lettres et Philosophie.